# Велоспорт на літніх Олімпійських іграх 2016 — кейрін (чоловіки)
Змагання у кейріні серед чоловіків на літніх Олімпійських іграх 2016 пройшли 16 серпня.

## Призери
| Золото              | Срібло              | Бронза                 |
| Джейсон Кенні (GBR) | Маттейс Бюхлі (NED) | Азізуласні Аванг (MAS) |

## Змагання

### Перший раунд
| Місце | Спортсмен               |
| ----- | ----------------------- |
| 1     | Мікаель Д'Алмейда (FRA) |
| 2     | Йоахім Айлерс (GER)     |
| 3     | Тео Бос (NED)           |
| 4     | Христос Волікакіс (GRE) |
| 5     | Патрік Констебл (AUS)   |
| 6     | Ім Чхе Пін (KOR)        |

| Місце | Спортсмен                |
| ----- | ------------------------ |
| 1     | Даміан Желінський (POL)  |
| 2     | Метью Ґлетцер (AUS)      |
| 3     | Кан Тон Чін (KOR)        |
| 4     | Едвард Докінс (NZL)      |
| 5     | Кадзунарі Ватанабе (JPN) |
| 6     | Павел Келемен (CZE)      |
| 7     | Денис Дмітрієв (RUS)     |

| Місце | Спортсмен              |
| ----- | ---------------------- |
| 1     | Сем Вебстер (NZL)      |
| 2     | Маттейс Бюхлі (NED)    |
| 3     | Франсуа Первіс (FRA)   |
| 4     | Кшиштоф Максель (POL)  |
| 5     | Азізуласні Аванг (MAS) |
| 6     | Каллем Скіннер (GBR)   |
| 7     | Анхель Пульгар (VEN)   |

| Місце | Спортсмен                          |
| ----- | ---------------------------------- |
| 1     | Джейсон Кенні (GBR)                |
| 2     | Фабіан Ернандо Пуерта Сапата (COL) |
| 3     | Максиміліан Леві (GER)             |
| 4     | Х'юго Барретт (CAN)                |
| 5     | Метью Бараноскі (USA)              |
| 6     | Юта Вакімото (JPN)                 |
| 7     | Ерсоні Канелон (VEN)               |

### Додаткові гонки
| Місце | Спортсмен              |
| ----- | ---------------------- |
| 1     | Азізуласні Аванг (MAS) |
| 2     | Х'юго Барретт (CAN)    |
| 3     | Тео Бос (NED)          |
| 4     | Павел Келемен (CZE)    |

| Місце | Спортсмен                |
| ----- | ------------------------ |
| 1     | Кшиштоф Максель (POL)    |
| 2     | Ім Чхе Пін (KOR)         |
| 3     | Кан Тон Чін (KOR)        |
| 4     | Кадзунарі Ватанабе (JPN) |
| 5     | Ерсоні Канелон (VEN)     |

| Місце | Спортсмен             |
| ----- | --------------------- |
| 1     | Франсуа Первіс (FRA)  |
| 2     | Юта Вакімото (JPN)    |
| 3     | Едвард Докінс (NZL)   |
| 4     | Анхель Пульгар (VEN)  |
| 5     | Патрік Констебл (AUS) |

| Місце | Спортсмен               |
| ----- | ----------------------- |
| 1     | Христос Волікакіс (GRE) |
| 2     | Денис Дмітрієв (RUS)    |
| 3     | Метью Бараноскі (USA)   |
| 4     | Максиміліан Леві (GER)  |
| 5     | Каллем Скіннер (GBR)    |

### Другий раунд
| Місце | Спортсмен               |
| ----- | ----------------------- |
| 1     | Джейсон Кенні (GBR)     |
| 2     | Маттейс Бюхлі (NED)     |
| 3     | Азізуласні Аванг (MAS)  |
| 4     | Метью Ґлетцер (AUS)     |
| 5     | Христос Волікакіс (GRE) |
| 6     | Мікаель Д'Алмейда (FRA) |

| Місце | Спортсмен                          |
| ----- | ---------------------------------- |
| 1     | Йоахім Айлерс (GER)                |
| 2     | Даміан Желінський (POL)            |
| 3     | Фабіан Ернандо Пуерта Сапата (COL) |
| 4     | Кшиштоф Максель (POL)              |
| 5     | Франсуа Первіс (FRA)               |
| 6     | Сем Вебстер (NZL)                  |

### Гонка за сьоме місце
| Місце | Спортсмен               |
| ----- | ----------------------- |
| 7     | Сем Вебстер (NZL)       |
| 8     | Мікаель Д'Алмейда (FRA) |
| 9     | Кшиштоф Максель (POL)   |
| 10    | Метью Ґлетцер (AUS)     |
| 11    | Франсуа Первіс (FRA)    |
| 12    | Христос Волікакіс (GRE) |

### Фінал
| Місце | Спортсмен                          |
| ----- | ---------------------------------- |
| 1     | Джейсон Кенні (GBR)                |
| 2     | Маттейс Бюхлі (NED)                |
| 3     | Азізуласні Аванг (MAS)             |
| 4     | Йоахім Айлерс (GER)                |
| 5     | Фабіан Ернандо Пуерта Сапата (COL) |
| 6     | Даміан Желінський (POL)            |